# جان فرانسیس بارنت
جان فرانسیس بارنت (انگلیسی: John Francis Barnett؛ ۱۶ اکتبر ۱۸۳۷ – ۲۴ نوامبر ۱۹۱۶) آهنگساز، موسیقی‌دان و نوازنده پیانو اهل بریتانیا بود.
او دانش‌آموختهٔ آکادمی سلطنتی موسیقی و یکی از بنیان‌گذاران کالج سلطنتی موسیقی لندن بود.